# Digidelcenter
DigidelCenter är platser där privatpersoner i Sverige kan få hjälp med digital samhällsservice. Internetstiftelsen är initiativtagare till centren.

## Bakgrund
Det första DigidelCentret i Sverige startade på Motala bibliotek år 2017.  Den 8 juni 2018 meddelade Sveriges regering att konceptet med digital inkludering som biblioteket i Motala bedrev skulle spridas till fler kommuner i Sverige.
För att främja digital delaktighet beviljade regeringen Internetstiftelsen 9,6 miljoner kronor i bidrag för att under 2018 inrätta DigidelCenter, fysiskt bemannade platser dit kommuninvånare kan vända sig för att få hjälp med digitala frågor. Kommuner i Sverige kunde ansöka om medel för att starta ett eget DigidelCenter och 15 kommuner beviljades ekonomiskt stöd. Etableringen av DigidelCenter har intentionen att stärka kommuninvånares möjligheter att öka sin digitala kompetens och få hjälp med digitala tjänster och teknik.

## Bibliotekens arbete med digital delaktighet
Sveriges kommuner och regioner menar att folkbiblioteken är en viktig aktör för den digitala delaktigheten. Enligt en studie på uppdrag av SKR, Digidelnätverket och Kungliga biblioteket så bedriver åtta av tio folkbibliotek  aktiviteter för att öka den digitala delaktigheten.
Enligt Bibliotekslagen (SFS 2013:801, § 7) ska bibliotek ”verka för att öka kunskapen om hur informationsteknik kan användas för kunskapsinhämtning, lärande och delaktighet i kulturlivet”.  I ett pressmeddelande från Kungliga biblioteket 2017 konstateras saknaden av ett tydligt uppdrag för biblioteken hur de ska utföra arbetet för att öka medborgarnas digitala delaktighet. Under 2017 och 2018 diskuterades digital hjälp på biblioteken, till exempel om det ska vara bibliotekets ansvar att hjälpa till att betala en räkning,  eller utfärda bank-id. I frågan om bank-id fanns det argument för att det passar in i bibliotekets uppdrag  samt argument för att det skulle kunna "urholka bibliotekens betydelse och bibliotekariens profession".